# Alaxarismo
Alaxarismo ou teologia Alaxari (árabe: الأشعرية, romanizado: al-Ashʿariyya) é uma das principais escolas sunitas de teologia islâmica (outras são Maturidismo e Atarismo), fundada pelo estudioso árabe muçulmano, jurista xafeíta, reformador (mujaddid) e teólogo escolástico Alboácem Alaxari entre os séculos IX e X. Estabeleceu uma diretriz ortodoxa, baseada na autoridade das escrituras sagradas, na racionalidade e no racionalismo teológico.